# 黒毛
黒毛（くろげ）は、1901年（明治34年）に北海道の牧竹次郎によって育成されたイネ（稲）の品種。「赤毛」の中から早熟な株を選抜育種したもの。北海道内でも冷害の危険度が高い網走・十勝・留萌などで、「限定作付品種」として用いられた。

## 概要
熟期は極早生の「赤毛」や「坊主」よりさらに早熟で、多収。草型は短稈で、分蘖はやや多い。粒は中粒で、暗褐色の長い芒を持つ。いもち病に対する抵抗性は弱である。